# エルモロ人
エルモロ人（エルモロじん、El Molo）は、おもにケニア東部州北部に居住する民族。かつてはアフロ・アジア語族クシ語派の言語であるエルモロ語を母語としていた。現代のエルモロ人は、混血していない者はごく僅かしか残っておらず、民族としてはほとんど絶滅に近いと考えられている。「ケニアの最小部族」とされることもある。

## 歴史
エルモロ人は、もともと紀元前1000年頃に、北方のアフリカの角に位置するエチオピアから、アフリカ大湖沼地域へ移り住んだものと考えられている。乾燥地域に移ってきたことで、彼らは農業を放棄し、もっぱら湖岸での漁労に従うようになった。漁労への依存は、近傍の他民族とは異なるエルモロ人の特徴となっている。
かつては、死者を葬るために墓を立てることが行なわれていた。1962年にS・ブロドリブ・プゲ (S. Brodribb Pughe) に率いられて北東州で行なわれた考古学調査によれば、こうした古い墓には数多くのヒエログリフが残されていたという。こうした墓は、おもに泉や井戸の近傍で発見された。
伝統的には、カバやワニの狩猟を行なっていたが、かつての狩猟の対象が野生動物として保護されるようになり、もっぱら漁労に依存するようになっている。かつてはカバを狩ることは勇者の証であり、カバの骨を装身具とする者もいた。また、現在では、カバやワニの骨の化石を観光客に売る者もいる。

## 人口
今日、エルモロ人はおもにケニア東部州北部に居住している。特に集中しているのは、マーサビット郡 (Marsabit County) のトゥルカナ湖南東岸とエルモロ湾付近である。かつては、北東州の各地にもエルモロ人の居住地域があった。
2007年現在、エルモロ人は人口およそ700人ほどと推定されていた。2013年にはおよそ300人とも伝えられている。また、100人程度とする報告もある。いずれにせよ、純粋なエルモロ人はほとんど残っていないというのが歴史家たちの見解である。エルモロ人の大部分は、近隣のナイル人 (Nilotic) たちとの混交が進んでおり、混血していない者はごく僅かしか残っていないと考えられている。エルモロ人の多くは、ナイル人コミュニティから文化的習慣を取り入れている。特にトゥルカナ人やサンブル人のコミュニティへ、言語や文化において吸収されつつあるとされる。

## 言語
エルモロ人は、かつてはエルモロ語を母語として話していた。エルモロ語は、アフロ・アジア語族クシ語派の言語である。
エスノローグによれば、エルモロ語は、ほとんど消滅しており、もはや話者が存在していないものとも思われる。エルモロ語の最後の母語話者は1999年に死に、その後は一部の老人たちが単語を知るのみだともいう。現代のエルモロ人の大部分は、近隣の他集団から受け入れたナイル・サハラ語族の諸言語を用いている。

## 遺伝学的分析
近年の遺伝学的分析の進歩によって、エルモロ人の民族生成 (ethnogenesis) 過程が少し分かり始めている。遺伝子系図はまったく新しい手法であるが、現在のエルモロ人たちの遺伝子を分析することは、彼らの民族的、地理的起源を跡づけ、背景を明らかにしていく役に立つものと考えられる。

### mtDNA
Castri et al. (2008) による ミトコンドリアDNA (mtDNA) の研究によって、現在のエルモロ人の祖先は、アフロ・アジア系とサブサハラ系のハプログループの混交であり、女性側からの遺伝子は近傍のサブサハラ系からものがかなりあることが示された。30% 強のエルモロ人は、西ユーラシア系のハプログループI (Haplogroup I (mtDNA)) =23%、ないしは、ハプログループHV (Haplogroup HV (mtDNA)) = 8% に属している。世界的には稀であり、起源が中東にあると考えられているIクレード（単系統群）の出現頻度は、世界最高の水準になっている。他のエルモロ人たちの遺伝子は、様々なサブサハラ系のマクロ＝ハプログループL (macro-haplogroup L) のサブクレードの系統を引いており、おもに、ハプログループL3 (Haplogroup L3) = 26%、L0a2 (L0a2) = 17%、L0 (L0) = 17%、から成っている。

### 常染色体DNA
エルモロ人の常染色体DNAは、Tishkoff et al. (2009) において、他のアフリカの諸民族との遺伝子上の結びつきについて、総括的に検討されている。 それによれば、エルマロ人は有為にアフロ・アジア系と見なせる特徴を備えているという。また、アフリカ大湖沼地域において隣接しているナイル・サハラ人や、バントゥー系民族との間で、5000年以上にわたって交わりがあったとされている。

## 信仰
信仰に関して、多くのエルマロ人はワーカ (Waaq、Wakh) 信仰を中心として伝統的宗教を実践している。関連するオロモ人 (Oromo) の文化において「ワーカ」は、クシ語派諸集団に特有の、アブラハム以前の初期一神教の神とされている。
エルモロ人の一部は、キリスト教を受け入れている。